# Paramatachia
Paramatachia là một chi nhện trong họ Desidae.